# Péninsule de Marfa
Pour la ville du Texas, voir Marfa (Texas).

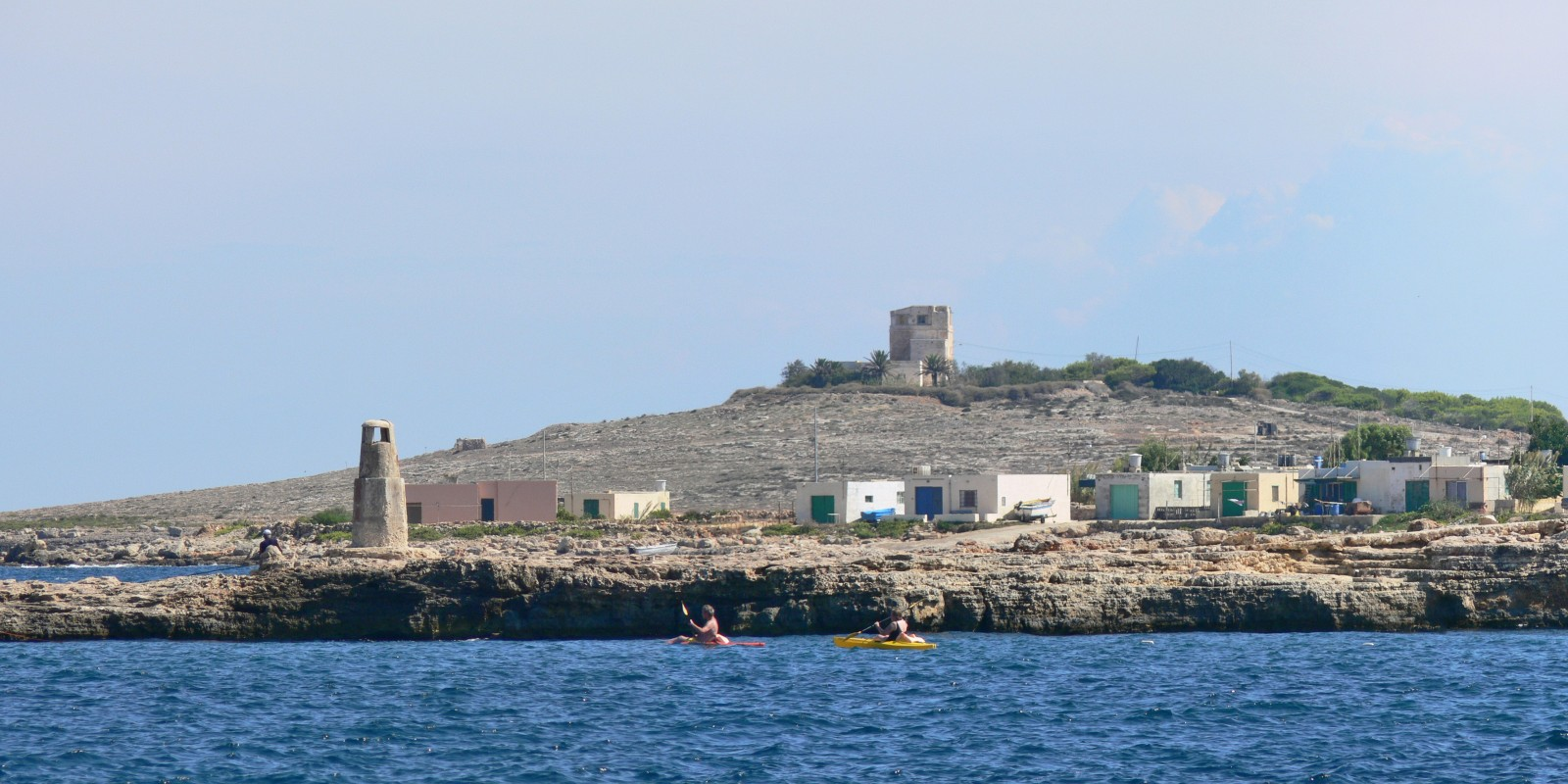

La péninsule de Marfa se trouve au  nord de l'île de Malte. Elle doit son existence à la présence de la crête ou des collines de Marfa, la ligne de collines la plus nord de l'île.
D'une longueur de cinq kilomètres par un kilomètre de large, elle est bordée au sud, à l'est et au nord-ouest de falaises, la côte nord-est est une succession de criques et de plages. La péninsule est limitée au nord par le détroit de Malte qui sépare l'île de Malte de celle de Comino et au sud par la baie de Mellieħa.
C'est de la pointe de Marfa à Cirkewwa que partent les ferry-boats pour Gozo. C'est aussi de cette péninsule que partent les canalisations et les câbles sous-marins qui relient Malte à Gozo via Comino.